# Граківський став-накопичувач
 Граківський став-накопичувач  — штучне водосховище. Розташоване в Чугуївському районі Харківської області.
- Водосховище побудовано в 1976 році по проекту інституту Харківдіпроводгосп.
- Призначення - акумуляція очищених стічних вод комплексу по вирощуванню Граківського радгоспу-комбінату по вирощуванню свиней.
- Вид регулювання - сезонне.

## Основні параметри водосховища
- нормальний підпірний рівень — 138,0 м;
- форсований підпірний рівень — 138,0 м;
- рівень мертвого об'єму —
- повний об'єм — 1,27 млн м³;
- корисний об'єм — 1,27 млн м³;
- площа дзеркала — 21,2 га;
- довжина — 1,2 км;
- середня ширина - 0,15 км;
- максимальні ширина - 0,177 км;
- середня глибина — 6,0 м;
- максимальна глибина — 11,0 м.

## Основні гідрологічні характеристики
- Площа водозбірного басейну - 21,2 км².
- Річний об'єм стоку 50% забезпеченості - 0,79 млн м3.
- Паводковий стік 50% забезпеченості - 0,78 млн м3.
- Максимальні витрати води 1% забезпеченості - 37 м3/с.

## Склад гідротехнічних споруд
- Глуха земляна гребля довжиною - 227 м, висотою - 12,5 м, шириною - 10 м. Закладення верхового укосу - 1:8, низового укосу - 1:2,5.
- Обвідний канал з відкритим береговим водоскидом. Розрахункова витрата - 37 м3/с.

## Використання водосховища
Водосховище було побудовано для акумуляції очищених стічних вод Граківського комбінату по вирощуванню свиней. В подальшому вода із ставка використовувалась для зрошення.
На даниц час став знаходиться на балансі Агрокомбінату "Слобожанський" Чугуївського району.